# Linha de sucessão ao trono holandês

Na linha de sucessão ao trono holandês, existe igualdade de primogenitura. Ao contrário de outras monarquias da época, a Lei Sálica não foi aplicada nos Países Baixos desde a concepção da monarquia em 1814. A Constituição de 1814 estabelece que o filho mais velho do monarca iria sucedê-lo, e caso não existisse filhos, passaria para os irmãos do monarca. Só quando houvesse uma completa falta de homens na família mais próxima, seria a filha mais velha do monarca a lhe suceder. A Constituição de 1887 alterou ligeiramente, para que pudesse também ser incluídas as filhas dos irmãos do monarca.
Em 1884, o último herdeiro masculino de Guilherme III dos Países Baixos morreu, tornando a Princesa Guilhermina herdeira presuntiva. Guilherme III foi também Grão-Duque de Luxemburgo, mas desde que a Lei Sálica foi aplicada nesse país, Guilherme foi sucedido por Adolfo, seu parente afastado. Depois de 1884, não houve herdeiros do sexo masculino na família real até 1967. Em 1983, os Países Baixos aprovou integralmente a primogenitura linear e igualitária entre os sexos (o filho mais velho é herdeiro).

## Linha de sucessão
- Rainha Juliana (1909-2004)
  -  Rainha Beatriz (n. 1938)
    -  Rei Guilherme Alexandre (n. 1967)
      - (1) Catarina Amália, Princesa de Orange (n. 2003)
      - (2) Princesa Alexia (n. 2005)
      - (3) Princesa Ariana (n. 2007)

    - Príncipe Friso (1968-2013)
      - Condessa Luana de Orange-Nassau (n. 2005)
      - Condessa Zaria de Orange-Nassau (n. 2006)

    - (4) Príncipe Constantino (n. 1969)
      - (5) Condessa Eloísa de Orange-Nassau (n. 2002)
      - (6) Conde Claus-Casimiro de Oranje-Nassau (n. 2004)
      - (7) Condessa Leonor de Orange-Nassau (n. 2006)

  - Princesa Irene (n. 1939)
    - Duque de Parma (Príncipe Carlos, n. 1970)
      - Princesa Luisa de Bourbon-Parma (n. 2012)
      - Princesa Cecília de Bourbon-Parma (n. 2013)
      - Príncipe Herdeiro de Parma (Príncipe Carlos, n. 2016)

    - Condessa de Colorno (Princesa Margarida, n. 1972)
      - Julia ten Cate (n. 2008)
      - Paola ten Cate (n. 2011)

    - Conde de Bardi (Príncipe Jaime, n. 1972)
      - Princesa Zita de Bourbon-Parma (n. 2014)
      - Princesa Gloria de Bourbon-Parma (n. 2016)

    - Marquesa de Sala (Princesa Carolina, n. 1974)
      - Alaïa-Maria Brenninkmeijer (n. 2014)
      - Xavier Brenninkmeijer (n. 2015)

  - (8) Princesa Margarida, Sra. van Vollenhoven (n. 1943)
    - Príncipe Maurício (n. 1968)
      - Anastasia van Lippe-Biesterfeld van Vollenhoven (n. 2001)
      - Lucas van Lippe-Biesterfeld van Vollenhoven (n. 2002)
      - Felicia van Lippe-Biesterfeld van Vollenhoven (n. 2005)

    - Príncipe Bernardo (n. 1969)
      - Isabella van Vollenhoven (n. 2002)
      - Samuel van Vollenhoven (n. 2004)
      - Benjamin van Vollenhoven (n. 2008)

    - Príncipe Pedro Cristiano (n. 1969)
      - Emma van Vollenhoven (n. 2006)
      - Pieter van Vollenhoven (n. 2008)

    - Príncipe Floris (n. 1975)
      - Magali van Vollenhoven (n. 2007)
      - Eliane van Vollenhoven (n. 2009)

  - Princesa Cristina (1947-2019)
    - Bernardo Guillermo (n. 1977)
      - Isabel Guillermo (n. 2009)
      - Julián Guillermo (n. 2011)

    - Nicolas Guillermo (n. 1979)
    - Juliana Guillermo (n. 1981)